# Вијен (департман)
Вијен (фр. Vienne) департман је у западној Француској. Припада региону Нова Аквитанија, а главни град департмана (префектура) је Поатје. Департман Вијен је означен редним бројем 86. Његова површина износи 6.990 км². По подацима из 2010. године у департману Вијен је живело 427.193 становника, а густина насељености је износила 61 становника по км².
Овај департман је административно подељен на:
- 3 округа
- 38 кантона и
- 281 општина.

## Демографија
| 1999.   | 2011.   |
| ------- | ------- |
| 399.024 | 428.447 |